# Psathyrella gordonii
Psathyrella gordonii är en svampart som först beskrevs av Berk. & Broome, och fick sitt nu gällande namn av A. Pearson & Dennis 1948. Psathyrella gordonii ingår i släktet Psathyrella och familjen Psathyrellaceae.  Arten är reproducerande i Sverige. Inga underarter finns listade i Catalogue of Life.